# José Arana Goróstegui
Pour les articles homonymes, voir Arana.
José Arana Goróstegui, connu sous le diminutif Arana, est un footballeur espagnol, né le 27 avril 1911 à Deba (Guipuscoa, en Espagne).

## Biographie
Défenseur espagnol d'avant-guerre, il évolue de 1931 à 1936 au Deportivo Alavés, au FC Barcelone et au CA Osasuna. Au moment de la guerre civile espagnole, il trouve refuge en Gironde et signe aux Girondins de Bordeaux en septembre 1937[réf. nécessaire] mais le nombre des étrangers étant limité, il est muté au Excelsior de Roubaix en décembre 1938. En 1941, il est de retour en Espagne, à l'Atlético de Madrid.
Malgré un passage très bref dans le club bordelais, il figure parmi les arrières droits sélectionnés par le quotidien Sud Ouest pour l'élection de la meilleure équipe du siècle[réf. nécessaire].